# 篠宮知世
篠宮 知世（しのみや ちせ、1974年3月27日 - ）は、日本の元AV女優、元キャンペーンガール。1995年日本旅行・夏の沖縄イメージガール。

## プロフィール
- 特技：オリジナル料理を作る
- 趣味：スキー・テニス

## 作品

### アダルトビデオ
- エロティックウーマン （ATLAS（アトラス））
- サディスティック・女豹2 （VINL（ビニール））
- 悩殺カウンセリング （日本ビデオ販売/Pixy）
- 恥骨フェチ （日本ビデオ販売/EDEN（エデン））
- ザ・ディープ （ワイルド･ウルブス/EDEN（エデン））
- 幼妻ロールプレイ （フロンティア/JNM）
- スペルマクイーン （SANTAFE（サンタフェ））
- ザ レイプス （SANTAFE（サンタフェ））
- ぬるぬる！ （CRUSE（クルーズ））
- 股間いじめ （CRUSE（クルーズ））

### 写真集
- gigolette(ジゴレット) （1995年4月25日初版 海王社）